# Ладейко Олександр Михайлович
Олександр Михайлович Ладейко (нар. 26 грудня 1970) — український футболіст та тренер.

## Життєпис
У сезоні 1993/94 виступав в аматорському чемпіонаті України за «Холодну Балку» з Макіївки. Влітку 1994 року став гравцем макіївського «Бажанівця», який вийшов у Першу лігу. Рік по тому команда змінила назву на «Шахтар». У другому за силою українському дивізіоні провів понад 100 матчів. У сезоні 1998/99 років команда залишила професіональний футбол, а Ладейко пішов по ходу чемпіонату. Згодом, протягом трьох років виступав за «Машинобудівник» з Дружківки, який грав у другій лізі чемпіонату. Разом з командою двічі доходив до 1/16 фіналу Кубку України, а також до півфіналу Кубку другої ліги.
З 2002 року працює дитячим тренером в академії донецького «Шахтаря». Працював наставником дітей 1988 року народження, разом з командою став переможцем дитячо-юнацької футбольної ліги України 2004 року. Потім, тренував дітей 1992 року народження, приводив команду до перемоги на турнірі пам'яті Віктора Баннікова. Одним з його вихованців були Олександр Караваєв і Сергій Болбат.
У 2007 році разом з ветеранської командою «Шахтаря» став переможцем Суперкубку України. У листопаді 2008 року проходив стажування в академії англійського «Манчестер Юнайтед». У 2011 році отримав диплом УЄФА категорії «В». Будучи тренером команди шістнадцятирічних футболістів 1996 року народження ставав переможцем ДЮФЛ 2012 року та міжнародного юнацького турніру. Серед його вихованців були Владлен Юрченко та Віктор Коваленко.
У 2013 році вперше став головним тренером команди U-14. Привів команду до перемоги в чемпіонаті України і турнірі пам'яті Геннадія Жиздика.

## Статистика
| Сезон   | Клуб                         | Ліга       | Чемпіонат | Чемпіонат | Кубок | Кубок |
| Сезон   | Клуб                         | Ліга       | Матчі     | Голи      | Матчі | Голи  |
| ------- | ---------------------------- | ---------- | --------- | --------- | ----- | ----- |
| 1994/95 | «Шахтар» (Макіївка)          | Перша ліга | 35        | 0         | 2     | 0     |
| 1995/96 | «Шахтар» (Макіївка)          | Перша ліга | 21        | 4         |       |       |
| 1996/97 | «Шахтар» (Макіївка)          | Перша ліга | 32        | 4         | 1     | 0     |
| 1997/98 | «Шахтар» (Макіївка)          | Перша ліга | 27        | 3         |       |       |
| 1998/99 | «Шахтар» (Макіївка)          | Перша ліга | 15        | 0         | 2     | 0     |
| 1999/00 | «Машинобудівник» (Дружківка) | Друга ліга | 23        | 0         |       |       |
| 2000/01 | «Машинобудівник» (Дружківка) | Друга ліга | 29        | 0         | 1     | 0     |
| 2001/02 | «Машинобудівник» (Дружківка) | Друга ліга | 34        | 0         | 4     | 0     |